# Tipula (Lunatipula) adusta adusta
Tipula (Lunatipula) adusta adusta is een ondersoort van de tweevleugelige Tipula (Lunatipula) adusta uit de familie langpootmuggen (Tipulidae). De ondersoort komt voor in het Palearctisch gebied.